# Ampedus talamellii
Ampedus talamellii là một loài bọ cánh cứng trong họ Elateridae. Loài này được Platia & Gudenzi miêu tả khoa học năm 2000.